# Stanisław Pasiciel
Stanisław Pasiciel (ur. 21 lipca 1941 w Gnieźnie, zm. 10 czerwca 2017) – polski muzealnik, wieloletni dyrektor Muzeum Początków Państwa Polskiego w Gnieźnie.

## Życiorys
Ukończył historię sztuki na Uniwersytecie im. Adama Mickiewicza w Poznaniu. W latach 1963–1974 był zastępcą kierownika Powiatowego Domu Kultury w Gnieźnie, w której to placówce prowadził Galerię A, prezentującą sztukę współczesną. Od 1975 roku był związany z gnieźnieńskim Muzeum Początków Państwa Polskiego, w którym pracował najpierw jako wicedyrektor (1975–1982), a następnie jako dyrektor (1982–2007). Był inicjatorem i członkiem komitetu redakcyjnego periodyku naukowego „Gniezno. Studia i materiały historyczne”. Podczas jego pracy w muzeum, zorganizowanych zostało wiele wystaw, poświęconych historii Gniezna oraz polskiego średniowiecza.

Został pochowany na cmentarzu św. Krzyża w Gnieźnie.

## Wybrane publikacje
- Gniezno. Widoki miasta 1505-1939 (1983), wyróżniona przez Towarzystwo Miłośników Gniezna,
- Zespół klasztorny franciszkanów i klarysek w Gnieźnie (2005),
- Gotycka przebudowa kościoła klasztornego cysterek w Trzebnicy (2014),  wyróżniona przez Towarzystwo Miłośników Gniezna.

## Odznaczenia i nagrody
Za swe zasługi został odznaczony: Złotym i  Srebrnym Krzyżem Zasługi (1985 i 1983), odznakami honorowymi: "Za Zasługi dla Województwa Poznańskiego" (1976), "Za Zasługi dla Województwa Wielkopolskiego" (2004) oraz "Za Zasługi dla Miasta Gniezna" (1978) a także Medalem Koronacyjnym za zasługi dla kultury Gniezna (2004). W 1994 roku otrzymał przyznawany przez Towarzystwo Miłośników Gniezna tytuł "Gnieźnianina Roku", natomiast w 2014 roku otrzymał od Marszałka Województwa Wielkopolskiego nagrodę "Izabella 2013" za osiągnięcia w kierowaniu placówką.